# Горни Нил (провинция)
Горни Нил (на английски: Upper Nile; на арабски: أعالي النيل‎‎‎) е една от 10-те провинции на Южен Судан. Разположена е в северната част на страната. Заема площ от 77 773 км² и има население от 964 353 души (по данни от 2008 година). Главен град на провинцията е Малакал. Граничи на югозапад с провинция Джункали, на югоизток с Етиопия, на северозапад, север и северозиток със Судан. Река Бели Нил минава по дължината на цялата провинция.